# Östprovinsen, Sri Lanka

Provinsens läge på Sri Lanka

Östprovinsen (singalesiska:නැගෙනහිර පළාත Negenahira Palata) är en provins i Sri Lanka. Huvudstaden är Trincomalee. Den var under en period en del av den temporära Nordöstprovinsen som var en sammanslagning av Östprovinsen och Nordprovinsen.

## Administrativ indelning
Östprovinsen består av tre distrikt längs Sri Lankas östkust: Trincomalee, Batticaloa och Amparai. Delar av dessa tre distrikt var under inbördeskriget kontrollerade av LTTE, vilka ansåg att detta område var en del av Tamil Eelam.